# Marta Przybora
Marta Przybora, także Marta Przyborzanka (ur. 27 listopada 1943 w Warszawie) – polska modelka i spikerka telewizyjna, córka Marii Burskiej i Jeremiego Przybory.

## Życiorys
Odebrała wykształcenie muzyczne jako pianistka i harfistka. Do Kabaretu Starszych Panów (Wieczór 13., Przerwa w podróży, 1964) skomponowała muzykę do utworu Jeremiego Przybory Baśń o srebrnym dzwoneczku, który, przy jej akompaniamencie na harfie, wykonywał Edward Dziewoński.
W latach 60. i 70. była modelką Mody Polskiej. Zagrała epizod w filmie Andrzeja Wajdy Przekładaniec (1968; ekranizacja opowiadania Stanisława Lema) i epizod w filmie Wszystko na sprzedaż (1968). W latach 80. była spikerką Telewizji Polskiej.
Został sportretowana (przez Aleksandrę Grabowską) w siódmym odcinku serialu Osiecka (2020).